# Kasiguncu Airport
Kasiguncu Airport (indonesiska: Bandar Udara Kasiguncu) är en flygplats i Indonesien. Den ligger i den centrala delen av landet, 1 600 km öster om huvudstaden Jakarta. Kasiguncu Airport ligger 53 meter över havet.
Terrängen runt Kasiguncu Airport är varierad. Havet är nära Kasiguncu Airport åt nordost.Runt Kasiguncu Airport är det ganska tätbefolkat, med 120 invånare per kvadratkilometer. Närmaste större samhälle är Poso, 10,8 km öster om Kasiguncu Airport. I omgivningarna runt Kasiguncu Airport växer i huvudsak städsegrön lövskog.